# The Grim Adventures of Billy & Mandy (videojuego)
The Grim Adventures of Billy and Mandy es un videojuego basado en la serie de televisión del mismo nombre. Fue desarrollado por High Voltage Software y publicado por Midway. El juego salió a la venta para la Game Boy Advance, GameCube, PlayStation 2 y Wii en América, siendo únicamente la versión de Wii la que llegó a Europa.

## Argumento
Billy, Mandy y Puro Hueso descubren que han robado del baúl mágico de Grim las Bolas Mojo, unas esferas que vuelven violenta a la gente, es entonces cuando estos tres junto con Irwin se disponen a encontrar al ladrón siguiendo las plumas de gallina que el culpable ha ido dejando. Finalmente, resulta ser Billy quien las sacó del baúl, (pensando que iba a liberar a Moe y Joe cuando en realidad lo que liberó fueron las Bolas Mojo recibiendo así la maldición de la gallina), y es severamente castigado por Mandy durante los créditos finales.

## Juego
El juego tiene lugar después de los acontecimientos de Billy & Mandy's Big Boogey Adventure. El modo de juego consiste en escoger uno de los personajes que te dan a elegir y enfrentarte a otros personajes de la serie en escenarios clásicos como la mítica tierra de Asgard, la escuela Toadblatt, el barco del Coco y muchos más. El estilo de lucha es tridimensional además, a medida que avanza la lucha, el escenario empieza a cambiar hasta un máximo de tres veces. Incluye varios modos como el Tutorial, el Story Mode (1 jugador) donde tiene lugar la historia que culmina con un combate contra Brain Eating Meteor con la canción "Brains!" de fondo, el VS Mode (1-4 jugadores) y el Mission Mode (1-2 jugadores). El entorno es muy interactivo, con la capacidad de manipular los objetos. Las Bolas Mojo te rellenan una barra inferior a la barra de vida que te permiten ejecutar un ataque de combos (solo afecta a uno y se puede bloquear) o una Fusión Mojo (afecta a todos los oponentes y no puede bloquearse). Un oponente no es vencido hasta que se hayan agotado sus vidas y alguien le aseste cuatro golpes finales.

## Personajes y Trajes
- Billy

-Billy Zoot Suit (Little Rock of Horrors)
-Billybot (Big Boogey Adventure)
- Mandy

-Mandy Clown (Attack of the Clowns)
-Mandroid (Big Boogey Adventure)
- Grim

-Grim Clown (Attack of the Clowns)
-Grim Princess (Terror of the Black Knight)
- Irwin

-Irwin Banana (Jacked-Up Halloween)
-Irwin Bo Peep (Jacked-Up Halloween, Nursery Crimes, Test of Time)
- Mogar

-Harold (Todos)
-Harold Fishing Outfit (Lil Porkchop)
- Eris

-Eris Flab Burger Uniform (Complete & Utter Chaos)
-Goth Eris (Propio del Videojuego)
- Nergal

-Nergal Carnival Owner (Something Stupid This Way Comes)
-Naked Nergal (The Loser from the Earth's Core)
- Fred Fredburger

-Fred Fredburger Disco Suit (Propio del Videojuego)
-Fred Fredburger Tourist (Big Boogey Adventure)
- Hoss Delgado

-Boss Delguapo (Dumb-Dumbs & Dragons)
-Sasquatch Hoss (Bearded Billy)
- Dracula

-Dracula Disco Suit (Big Boogey Adventure)
-Dracula Bat (Dracula Must Die)
- Jack O' Lantern

-Jack Before his Beheading (Jacked-Up Halloween)
-Jack all Pumpkin (Propio del Videojuego)
- Nergal Jr.

-Billy Disguise (Son of Nergal)
-Mandy Disguise (Son of Nergal, Nergal's Pizza)
- Boogey

-Boogey Pirate (Big Boogey Adventure)
-Boogey Lawyer (Big Boogey Adventure)
- General Skarr

-Gardener Skarr (Casi todos)
-Skarr Robot Body (Propio del Videojuego)
- Lord Pain

-Lord Pain Tatooed Body (House of Pain)
-Lord Pain Cowboy (Propio de Videojuego)

## Personajes de Horda
- Mutant Chicken

- Scary Clown

- Nergling

- Olaf the Viking

- Pumpkin

## Personaje No Controlable
- Brain-Eating Meteor

## Personajes de Cameo
- Pud'n (Casi todos)

- Kraken (Boogey Bay)

- Dean Toadblatt (Coliseum of Chaos, Warlockery and Sorcericing)

- Nigel Planter (Warlockery and Sorcericing)

- Lord Moldybutt (Warlockery and Sorcericing)

- Hector Con Carne (The Afterlife)

- Boskov (The Afterlife)

- Sperg (The Underworld)

- Saliva (Arma)

- Cyclop (Modo Jugable)

- Thromnambular (Modo Jugable)

- Abraham Lincoln (En las monedas)

- Cerberus (Burning Down the House)

- Fluffy Cat (Coliseum of Chaos)

- Eldridge-Johnson Mayer (Burning Down the House)